# Specimen Botanicum de Geraniis
Specimen Botanicum de Geraniis (abreviado Spec. Bot. Geran.) es un libro con ilustraciones y descripciones botánicas que fue escrito por el botánico holandés Nikolaus Joseph von Jacquin y publicado en Leiden en el año 1759 con el nombre de Specimen botanicum de geraniis, quod favente summo numine ex auctoritate magnifici rectoris, Jo. Nic. Seb. Allamand, ... nec non amplissimi senatus academici consensu, & nobilissimae facultatis medicae decreto, pro gradu doctoratus, ... eruditorum examini subjicit Nicolaus Laurentius Burmannus.